# Ayşe Seniyeperver Sultan
Ayşe Seniyeperver Sultan, född Sonja 1761, död 1828, var en valide sultan i det Osmanska riket under sin son sultan Mustafa IV från 1807 till 1808. 
Hon var född Bulgarien och hette Sonja innan hon föll offer för slavhandeln.  Hon kom till det kejserliga osmanska haremet som slavkonkubin till sultan Abd ül-Hamid I år 1774, där hon enligt sed konverterade till islam och fick ett persiskt namn, Ayşe Seniyeperver. 
Abd ül-Hamid I avled 1789 och hon torde då ha placerats i ett palats för pensionerade konkubiner.  År 1807 placerades hennes son på tronen efter en statskupp. Som hans mor fick hon titeln valide sultan och ställningen som rikets och haremets högst rankade kvinna.  Några månader senare avsattes hennes son genom ännu en statskupp iscensatt av Alemdar Mustafa Pasha, och avrättades på order av Mahmud II.  Hon sände då iväg sin sonson prins Ahmed till Bulgarien för att skydda honom.  Hon tycks ha levt i små omständigheter, då hon i ett brev till Mahmud II vad honom om ett hus att leva i.